# Kapel van de Wampenberg

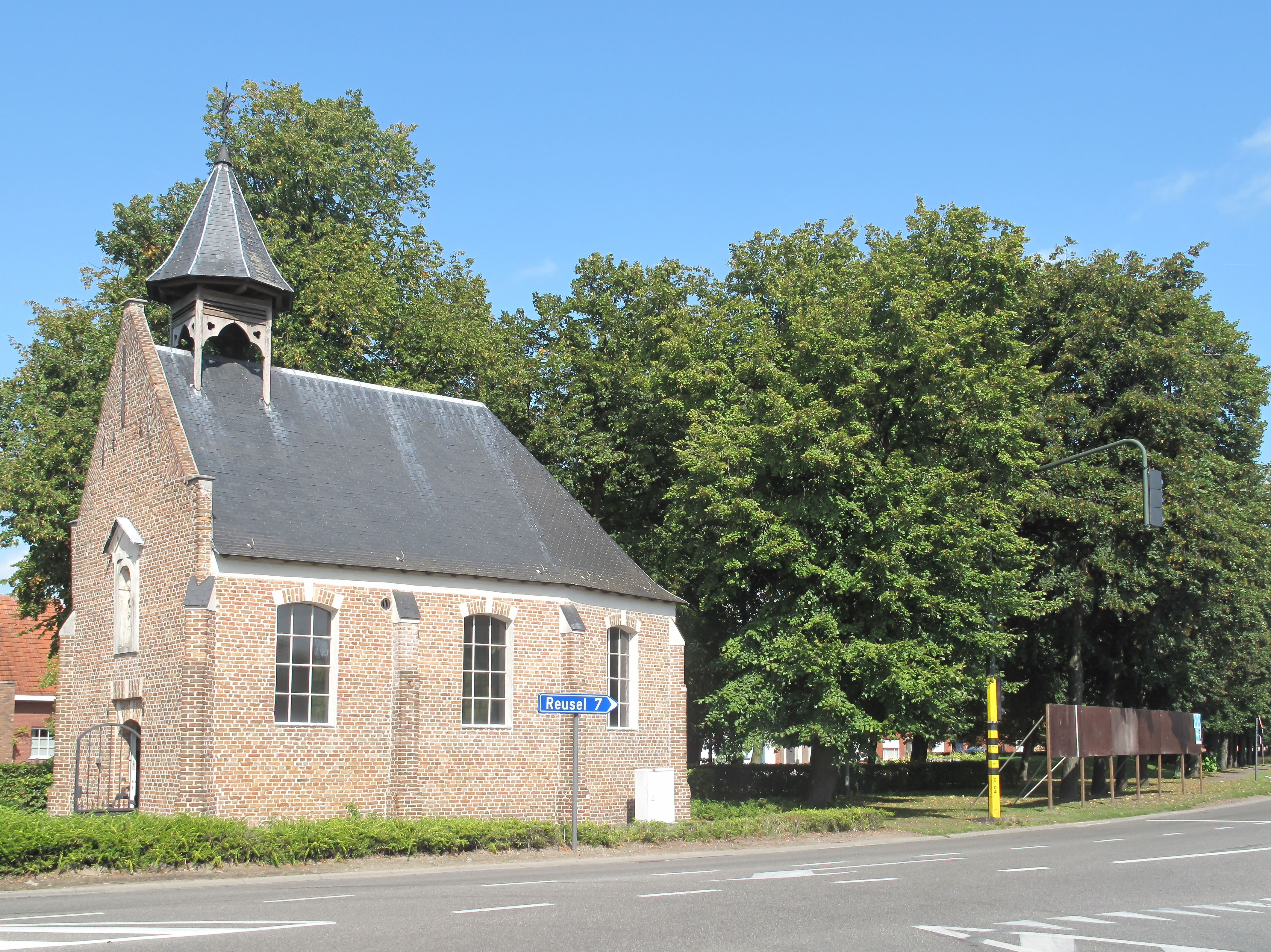
Kapel van de Wampenberg

De Kapel van de Wampenberg is een kapel in de Antwerpse plaats Arendonk, gelegen aan Wampenberg.

## Geschiedenis
De kapel, die gewijd is aan Onze-Lieve-Vrouw van Altijddurende Bijstand, Sint-Lucia en Sint-Hubertus, werd gebouwd in 1705, maar in 1713 werd hij door brand getroffen en daarna herbouwd. In 1940 brandde de kapel door oorlogsgeweld opnieuw uit. Vanaf 1941 werd de kapel hersteld in de oorspronkelijke vorm.

## Gebouw
Het is een bakstenen gebouwtje onder zadeldak en met een dakruiter, waarin een klokje van 1844 hangt dat uit de voormalige parochiekerk afkomstig is. De voorgevel is een tuitgevel. In een nis boven de toegangsdeur is een beeld van Onze-Lieve-Vrouw met Kind, van 1971.
Het interieur bevat een beeld van God de Vader (tweede helft 17e eeuw) en een viertal 18e-eeuwse medaillons met apostelen. Het neogotisch houten altaar is afkomstig uit de kapel van Sint-Agnetendal.